# Василёво (урочище)
Василёво — упразднённое в 1978 году село в Юрьев-Польском районе Владимирской области России. Входил на год упразднения в Городищенский сельсовет. Ныне — урочище на территории Симского сельского поселения.
До упразднения уездно-губернского деления в составе Городищенской волости Юрьевского уезда Владимирской губернии. Родовое имение дворян Жемчужниковых.

## География
Стоит на берегу реки Лубянка. Рядом — ныне существующие населённые пункты Вёска, Алексино, Городище.

## История
Название села происходит от разговорной формы имени Василий — Василь. В 1644—1646 годах дворцовое село Василево называлось Васильево и было вотчиной Ивана Траханиотова и его пасынка Назария Мартемьянова. В 1645—1647 годах село Василево было государевым дворцовым имением.
Решением № 287 от 17.03.1977 г. и № 1207 от 23.11.1978 г. признано фактически не существующим. От села осталось лишь старое кладбище да группа деревьев.

## Инфраструктура
Было развито сельское хозяйство. В советское время в Василёво был организован колхоз имени Чапаева, который позже был присоединён к колхозу «Пятилетка».